# ロスティスラフ・ボイコ
ロスティスラフ・ボイコ（キリル文字：Ростислав Григорьевич Бойко, ラテン文字：Rostislav Grigorievich Boiko、1931年8月1日 - 2002年）は、ロシアの作曲家。
レニングラード出身。モスクワの合唱教室に参加したのち、1957年までモスクワ音楽院で学び、アラム・ハチャトゥリアンに師事した。その後ソビエト連邦各地を旅行して回り、民謡の収集を行った。1977年にロシア人民芸術家の称号を受け、1982年に国家賞を受賞した。
作品は声楽曲が中心で200以上の歌曲と100以上の合唱曲を残している。作風は民俗音楽の影響を受け、保守的で社会主義リアリズムの路線に沿ったものである。そのためゲオルギー・スヴィリードフと並列して扱われることもある。愛国的なテーマを多く取り上げたため、ソ連では人気があったが、西側ではキッチュと評されることもあった。

## 作品

### 管弦楽曲
- 合唱交響曲「1917年」（1958）
- チェチェン・イングーシの主題による組曲（1958）
- 交響曲第1番（1976）
- フツル狂詩曲（1976）
- ヴォルガ狂詩曲（1976）
- ヴァイオリンとオーケストラのためのカルパチア狂詩曲（1976）
- ピアノとオーケストラのためのジプシー狂詩曲（1976）
- 交響曲第2番（1978）
- オリンピックのための祝典序曲（1980）
- 管弦楽組曲「ピョートルの鐘」（1980）
- 交響曲第3番（1986）

### 室内楽曲
- 叙情組曲〜クラリネットとピアノのための（1952）
- ヴァイオリンソナタ（1960）
- 2つの詩曲〜チェロとピアノのための（1965）
- ソナチネ～ピアノのための（1963）
- ピアノのための組曲「青いカルパチア」（1971）